# La Couleur du sacrifice
Pour plus de détails, voir Fiche technique et Distribution.
La Couleur du sacrifice est un documentaire du réalisateur Mourad Boucif.
Le film est sorti en Belgique le 24 novembre 2006.

## Synopsis
À Gembloux, en Belgique, des milliers de tirailleurs algériens et marocains sont enterrés à la suite d'une bataille qui s'y est déroulée. Le film retrace l'histoire héroïque d'un bataillon marocain faisant reculer les efforts de guerre de la Wehrmacht. On y évoque une tragédie de près de 2 250 soldats algériens et marocains morts au champ d'honneur et enterrés à Chastre, près de Gembloux.

## Fiche technique
- Titre : La Couleur du sacrifice
- Réalisation : Mourad Boucif
- Scénario :
- Musique : Ivan Georgiev
- Photographie : Mourad Boucif
- Montage : Denise Vindevogel
- Production : Mourad Boucif et Vanessa Brichaut
- Société de production :
- Pays :  Belgique,  France et  Maroc
- Genre : Documentaire
- Durée : 81 minutes
- Dates de sortie : 
  -  Belgique : septembre 2006

## Distribution
- Mohamed Mechti
- Driss Allaoui
- L'hadj Larbi El Merbouh
- Bennaboud Bennaceur
- Baba Sada Sy
- Pascal Blanchard
- Charles Onana
- Maurice Rives
- Sollange Cullivier
- Olivier Le Cour Grandmaison
- Olivia Marsaud